# 4652 Iannini
4652 Iannini је астероид главног астероидног појаса са средњом удаљеношћу од Сунца која износи 2,643 астрономских јединица (АЈ).
Апсолутна магнитуда астероида је 13,2.